# Delray Beach Open
Delray Beach Open — міжнародний щорічний чоловічий професійний тенісний турнір, який проводиться в місті Делрей-Біч, США. Турнір є частиною Туру ATP в категорії ATP 250, матчі відбуваються на відкритих ґрунтових кортах у лютому. Попередні назви турнірів —America's Red Clay Championships, Citrix Tennis Championships, і Delray Beach International Tennis Championships. До 1998 року турніри відбувались в Корал-Спрінгс.

## Фінали

### Одиночний розряд
| Місце         | Рік                     | Чемпіон                | Фіналіст                   | Рахунок                 |
| Делрей-Біч    |                         |                        |                            |                         |
| ------------- | ----------------------- | ---------------------- | -------------------------- | ----------------------- |
| Делрей-Біч    | 2025                    | Міомір Кецмановіч      | Алехандро Давидович Фокіна | 3–6, 6–1, 7–5           |
| Делрей-Біч    | 2024                    | Тейлор Фріц (2)        | Томмі Пол                  | 6–2, 6–3                |
| Делрей-Біч    | 2023                    | Тейлор Фріц            | Міомір Кецмановіч          | 6–0, 5–7, 6–2           |
| Делрей-Біч    | 2022                    | Кемерон Норрі          | Рейллі Опелка              | 7–6(7–1), 7–6(7–4)      |
| Делрей-Біч    | 2021                    | Губерт Гуркач          | Себастьян Корда            | 6–3, 6–3                |
| Делрей-Біч    | 2020                    | Рейллі Опелка          | Йосіхіто Нісіока           | 7–5, 6–7(4–7), 6–2      |
| Делрей-Біч    | 2019                    | Раду Албот             | Ден Еванс                  | 3–6, 6–3, 7–6(9–7)      |
| Делрей-Біч    | 2018                    | Френсіс Тіафо          | Петер Гойовчик             | 6–1, 6–4                |
| Делрей-Біч    | 2017                    | Джек Сок               | Милош Раонич               | Walkover                |
| Делрей-Біч    | 2016                    | Сем Кверрі             | Ражів Рам                  | 6–4, 7–6(8–6)           |
| Делрей-Біч    | 2015                    | Іво Карлович           | Доналд Янг                 | 6–3, 6–3                |
| Делрей-Біч    | 2014                    | Марин Чилич            | Кевін Андерсон             | 7–6(8–6), 6–7(7–9), 6–4 |
| Делрей-Біч    | 2013                    | Ернестс Гулбіс (2)     | Едуар Роже-Васслен         | 7–6(7–3), 6–3           |
| Делрей-Біч    | 2012                    | Кевін Андерсон         | Марінко Матосевич          | 6–4, 7–6(7–2)           |
| Делрей-Біч    | 2011                    | Хуан Мартін дель Потро | Янко Типсаревич            | 6–4, 6–4                |
| Делрей-Біч    | 2010                    | Ернестс Гулбіс         | Іво Карлович               | 6–2, 6–3                |
| Делрей-Біч    | 2009                    | Марді Фіш              | Євген Корольов             | 7–5, 6–3                |
| Делрей-Біч    | 2008                    | Нісікорі Кей           | Джеймс Блейк               | 3–6, 6–1, 6–4           |
| Делрей-Біч    | 2007                    | Ксав'є Малісс (2)      | Джеймс Блейк               | 5–7, 6–4, 6–4           |
| Делрей-Біч    | 2006                    | Томмі Гаас             | Ксав'є Малісс              | 6–3, 3–6, 7–6(7–5)      |
| Делрей-Біч    | 2005                    | Ксав'є Малісс          | Їржі Новак (тенісист)      | 7–6(8–6), 6–2           |
| Делрей-Біч    | 2004                    | Рікардо Мелло          | Вінс Спейдія               | 7–6(7–2), 6–3           |
| Делрей-Біч    | 2003                    | Ян-Майкл Гембілл (2)   | Марді Фіш                  | 6–0, 7–6(7–5)           |
| Делрей-Біч    | 2002                    | Давіде Сангінетті      | Енді Роддік                | 6–4, 4–6, 6–4           |
| Делрей-Біч    | 2001                    | Ян-Майкл Гембілл       | Ксав'є Малісс              | 7–5, 6–4                |
| Делрей-Біч    | 2000                    | Штефан Коубек          | Алекс Калатрава            | 6–1, 4–6, 6–4           |
| Делрей-Біч    | 1999                    | Ллейтон Г'юїтт         | Ксав'є Малісс              | 6–4, 6–7(2–7), 6–1      |
| Корал-Спрінгс |                         |                        |                            |                         |
| 1998          | Андреу Іліє             | Давіде Сангінетті      | 7–5, 6–4                   |                         |
| 1997          | Джейсон Столтенберг (2) | Йонас Бйоркман         | 6–0, 2–6, 7–5              |                         |
| 1996          | Джейсон Столтенберг     | Кріс Вудруфф           | 7–6(7–4), 2–6, 7–5         |                         |
| 1995          | Тодд Вудбрідж           | Грег Руседскі          | 6–4, 6–2                   |                         |
| 1994          | Луїс Маттар             | Джеймі Морґан          | 6–4, 3–6, 6–3              |                         |
| 1993          | Тодд Мартін             | Девід Вітон            | 6–3, 6–4                   |                         |

### Парний розряд
| Місце         | Рік  | Чемпіони                            | Фіналісти                                | Рахунок                    |
| Делрей-Біч    |      |                                     |                                          |                            |
| ------------- | ---- | ----------------------------------- | ---------------------------------------- | -------------------------- |
| Делрей-Біч    | 2025 | Міомір Кецмановіч Брендон Накашіма  | Крістіан Гаррісон Еван Кінґ              | 7–6(7–3), 1–6, [10–3]      |
| Делрей-Біч    | 2024 | Джуліан Кеш Robert Galloway         | Сантьяго Гонсалес Ніл Скупскі            | 5–7, 7–5, [10–2]           |
| Делрей-Біч    | 2023 | Марсело Аревало Жан-Жульєн Роєр     | Rinky Hijikata Reese Stalder             | 6–3, 6–4                   |
| Делрей-Біч    | 2022 | Марсело Аревало Жан-Жульєн Роєр     | Олександр Недовєсов Айсам-уль-Хак Куреші | 6–2, 6–7(5–7), [10–4]      |
| Делрей-Біч    | 2021 | Аріель Беар Ґонсало Ескобар         | Крістіан Гаррісон Раян Гаррісон          | 6–7(5–7), 7–6(7–4), [10–4] |
| Делрей-Біч    | 2020 | Боб Браян Майк Браян                | Люк Бембрідж Бен Маклахлан               | 3–6, 7–5, [10–5]           |
| Делрей-Біч    | 2019 | Боб Браян Майк Браян                | Кен Скупскі Ніл Скупскі                  | 7–6(7–5), 6–4              |
| Делрей-Біч    | 2018 | Джек Сок Джексон Вітроу             | Ніколас Монро Джон-Патрік Сміт           | 4–6, 6–4, [10–8]           |
| Делрей-Біч    | 2017 | Равен Класен Ражів Рам              | Трет Г'юї Максим Мирний                  | 7–5, 7–5                   |
| Делрей-Біч    | 2016 | Олівер Марах Фабріс Мартен          | Боб Браян Майк Браян                     | 3–6, 7–6(9–7), [13–11]     |
| Делрей-Біч    | 2015 | Боб Браян Майк Браян                | Равен Класен Леандер Паес                | 6–3, 3–6, [10–6]           |
| Делрей-Біч    | 2014 | Боб Браян Майк Браян                | Франтішек Чермак Михайло Єлгін           | 6-2, 6-3                   |
| Делрей-Біч    | 2013 | Джеймс Блейк Джек Сок               | Горія Текеу Максим Мирний                | 6-4, 6-4                   |
| Делрей-Біч    | 2012 | Колін Флемінг Росс Гатчінс          | Міхал Мертиняк Андре Са                  | 2–6, 7–6(7–5), [15–13]     |
| Делрей-Біч    | 2011 | Скотт Ліпскі Ражів Рам              | Крістофер Кас Александер Пея             | 4–6, 6–4, [10–3]           |
| Делрей-Біч    | 2010 | Боб Браян Майк Браян                | Філіпп Маркс Ігор Зеленай                | 6–3, 7–6(7–3)              |
| Делрей-Біч    | 2009 | Боб Браян Майк Браян                | Марсело Мело Андре Са                    | 6–4, 6–4                   |
| Делрей-Біч    | 2008 | Максим Мирний Джеймі Маррей         | Боб Браян Майк Браян                     | 6–4, 3–6, [10–6]           |
| Делрей-Біч    | 2007 | Ксав'є Малісс Г'юго Армандо         | Джеймс Окленд Стівен Гасс                | 6–3, 6–7(4–7), [10–5]      |
| Делрей-Біч    | 2006 | Марк Ноулз (тенісист) Деніел Нестор | Кріс Гаггард Веслі Муді                  | 6–2, 6–3                   |
| Делрей-Біч    | 2005 | Сімон Аспелін Тодд Перрі            | Джордан Керр Джим Томас                  | 6–3, 6–3                   |
| Делрей-Біч    | 2004 | Леандер Паес Радек Штепанек         | Гастон Етліс Мартін Родрігес             | 6–0, 6–3                   |
| Делрей-Біч    | 2003 | Леандер Паес Ненад Зімоньїч         | Рамон Слюйтер Мартін Веркерк             | 7–5, 3–6, 7–5              |
| Делрей-Біч    | 2002 | Мартін Дамм Цирил Сук               | Девід Адамс Вен Еллвуд                   | 6–4, 6–7(5–7), [10–5]      |
| Делрей-Біч    | 2001 | Ян-Майкл Гембілл Енді Роддік        | Сімада Томас Майлз Вейкфілд              | 6–3, 6–4                   |
| Делрей-Біч    | 2000 | Браян Макфі Ненад Зімоньїч          | Джошуа Ігл Ендрю Флорент                 | 7–5, 6–4                   |
| Делрей-Біч    | 1999 | Максим Мирний Ненад Зімоньїч        | Даг Флек Браян Макфі                     | 7–6(7–3), 3–6, 6–3         |
| Корал-Спрінгс | 1998 | Грант Стеффорд Кевін Ульєтт         | Марк Мерклейн Вінс Спейдія               | 7–5, 6–4                   |
| Корал-Спрінгс | 1997 | Дейв Ренделл Грег Ван Ембург        | Люк Єнсен Мерфі Єнсен                    | 6–7, 6–2, 7–6              |
| Корал-Спрінгс | 1996 | Тодд Вудбрідж Марк Вудфорд          | Іван Бейрон Бретт Гансен-Дент            | 6–3, 6–3                   |
| Корал-Спрінгс | 1995 | Тодд Вудбрідж Марк Вудфорд          | Серхіо Касаль Еміліо Санчес Вікаріо      | 6–3, 6–1                   |
| Корал-Спрінгс | 1994 | Лен Бейл Бретт Стівен               | Кен Флек Стефан Сіміан                   | 6–3, 7–5                   |
| Корал-Спрінгс | 1993 | Патрік Макінрой Джонатан Старк      | Пол Еннекон Даг Флек                     | 6–4, 6–3                   |